# Country-Musik 1978
Die Liste bietet eine Übersicht über das Jahr 1978 im Genre Country-Musik.

## Top Hits des Jahres

### Nummer-1-Hits
- 7. Januar – Take This Job and Shove It – Johnny Paycheck
- 21. Januar – What a Difference You've Made in My Life – Ronnie Milsap
- 28. Januar – Out of My Head and Back in My Bed – Loretta Lynn
- 11. Februar – I Just Wish You Were Someone I Love – Larry Gatlin with Brothers & Friends
- 18. Februar – Don't Break the Heart That Loves You – Margo Smith
- 4. März – Mammas Don't Let Your Babies Grow Up to be Cowboys – Waylon Jennings und Willie Nelson
- 1. April – Ready for the Times to Get Better – Crystal Gayle
- 8. April – Someone Loves You Honey – Charley Pride
- 22. April – Every Time Two Fools Collide – Kenny Rogers und Dottie West
- 6. Mai – It's All Wrong But It's All Right – Dolly Parton
- 20. Mai – She Can But Her Shoes Under My Bed (Anytime) – Johnny Duncan
- 27. Mai – Do You Know You Are My Sunshine – Statler Brothers
- 10. Juni – Georgia on My Mind – Willie Nelson
- 17. Juni – Two More Bottles of Wine – Emmylou Harris
- 24. Juni – I'll Be True to You – Oak Ridge Boys
- 1. Juli – It Only Hurts for a Little While – Margo Smith
- 8. Juli – I Believe in You – Mel Tillis
- 15. Juli – Only One Love in My Life – Ronnie Milsap
- 5. August – Love or Something Like It – Kenny Rogers
- 12. August – You Don't Love Me Anymore – Eddie Rabbitt
- 19. August – Talking in Your Sleep – Crystal Gayle
- 2. September – Blue Skies – Willie Nelson
- 9. September – I've Always Been Crazy – Waylon Jennings
- 30. September – Heartbreaker – Dolly Parton
- 21. Oktober – Tear Time – Dave & Sugar
- 28. Oktober – Let's Take the Long Way Around the World – Ronnie Milsap
- 4. November – Sleeping Single in a Double Bed – Barbara Mandrell
- 25. November – Sweet Desire – The Kendalls
- 2. Dezember – I Just Want to Love You – Eddie Rabbitt
- 9. Dezember – On My Knees – Charlie Rich and Janie Fricke
- 16. Dezember – The Gambler – Kenny Rogers

## Weitere Hits

### Weitere große Hits
- Another Goodbye – Donna Fargo
- Do I Love You (Yes in Every Way) – Donna Fargo
- Night Time Magic – Larry Gatlin

## Alben (Auswahl)
- Country Soul – Mel Street
- Only One Love in My Life – Ronnie Milsap
- Heartbreaker – Dolly Parton
- Oh Brother! – Larry Gatlin
- Let's Keep it That Way – Anne Murray
- Stardust – Willie Nelson

## Neue Mitglieder der Hall of Fames

### Country Music Hall of Fame
- Grandpa Jones

### Nashville Songwriters Hall of Fame
- Joe Allison
- Hank Snow
- Don Wayne[1]

## Die wichtigsten Auszeichnungen

### Grammy Awards
- Best Female Country Vocal Performance – Crystal Gayle – Don't It Make My Brown Eyes Blue
- Best Male Country Vocal Performance – Kenny Rogers – Lucille
- Best Country Performance By A Duo Or Group – Kendalls – Heaven's Just a Sin Away
- Best Country Instrumental Performance – Hargus Pig Robbins – Country Instrumentalist of the Year
- Best Country Song – Autor: Richard Leigh – Don't It Make My Brown Eyes Blue, Crystal Gayle[2]

### Academy of Country Music Awards
- Entertainer of the Year – Dolly Parton
- Song of the Year – Lucille – Kenny Rogers – Roger Bowling, Hal Bynum
- Single of the Year – Lucille – Kenny Rogers
- Album of the Year – Kenny Rogers – Kenny Rogers
- Top Male Vocalist – Kenny Rogers
- Top Female Vocalist – Crystal Gayle
- Top Vocal Group – Statler Brothers
- Top New Male Vocalist – Eddie Rabbitt
- Top New Female Vocalist – Debby Boone

### Country Music Association Awards
- Entertainer of the Year – Dolly Parton
- Song Of The Year – Don’t It Make My Brown Eyes Blue – Richard Leigh
- Single Of The Year – Heaven’s Just A Sin Away – The Kendalls
- Album Of The Year – It Was Almost Like A Song – Ronnie Milsap
- Male Vocalist Of The Year – Don Williams
- Female Vocalist Of The Year – Crystal Gayle
- Vocal Duo Of The Year – Kenny Rogers / Dottie West
- Vocal Group Of The Year – Oak Ridge Boys
- Instrumentalist Of The Year – Roy Clark
- Instrumental Group Of The Year – Oak Ridge Boys Band

### American Music Awards
- Favorite Country Male Artist – Conway Twitty
- Favorite Country Female Artist – Loretta Lynn
- Favorite Country Band/Duo/Group – Conway Twitty & Loretta Lynn
- Favorite Country Album – New Harvest...First Gathering – Dolly Parton
- Favorite Country Song – Lucille – Kenny Rogers